# Federazione di hockey su ghiaccio dell'Austria
La Federazione austriaca di hockey su ghiaccio (ted. Österreichischer Eishockeyverband, ÖEHV) è un'organizzazione fondata nel 1912 per governare la pratica dell'hockey su ghiaccio in Austria.
Ha aderito all'International Ice Hockey Federation il 18 marzo 1912.